# Pietro Rimoldi
Pietro Rimoldi (Sacconago, Busto Arsizio, Llombardia, 5 de novembre de 1911 – Busto Arsizio, 14 de novembre de 2000) va ser un ciclista italià, que fou professional entre 1933 i 1942.
En el seu palmarès destaca una victòria a la Coppa Bernocchi de 1934 i el Giro del Piemont de 1938. A banda d'aquestes victòries destaquen diversos places d'honor en curses com la Milà-Sanremo, tercer el 1933 i segon el 1940, i la Volta a Llombardia, tercer el 1933.

## Palmarès
- 1934
  - 1r a la Coppa Bernocchi
  - 1r al Circuito Emiliano a Bologna
- 1935
  - 1r a la Coppa Collecchio
- 1936
  - 1r a la Gènova-Niça
  - 1r a la Copa Ciutat de Busto Arsizio
- 1937
  - 1r a la Copa Ciutat de Busto Arsizio
- 1938
  - 1r al Giro del Piemont

### Resultats al Giro d'Itàlia
- 1933. 35è de la classificació general
- 1934. Abandona
- 1936. 38è de la classificació general
- 1937. 30è de la classificació general
- 1938. 34è de la classificació general
- 1939. 47è de la classificació general
- 1940. 43è de la classificació general

### Resultats al Tour de França
- 1935. Abandona (15a etapa)